# Ceylan aux Jeux olympiques d'été de 1964
Ceylan a participé aux Jeux olympiques d'été de 1964 à Tokyo, au Japon. Six concurrents, tous des hommes, ont participé à six épreuves dans quatre sports. 

## Athlétisme
- Ranatunge Karunananda

## Boxe
- Malcolm Bulner
- Winston Van Cuylenburg

## Tournage
Deux tireurs représentaient le Sri Lanka en 1964. 
- Ravivimal Jaywardene
- Habarakadage Perera

## Lutte
- Ernest Fernando